# گیاه‌پارچ رابکانتلی
گیاه‌پارچ رابکانتلی (نام علمی: Nepenthes robcantleyi) نام یک گونه از سرده گیاه پارچ است.